# Kliutxí (Volsk)
|  | Per a altres significats, vegeu «Kliutxí». |

Kliutxí (en rus: Ключи) és un poble de l'óblast de Saràtov, a Rússia, segons el cens del 2010 tenia 655 habitants. Pertany al districte municipal de Volsk.